# Protestas en Baskortostán de 2024
El 15 de enero de 2024, comenzaron protestas masivas en la República de Baskortostán (Rusia), provocadas por el inicio de una causa penal por parte de las autoridades federales rusas contra el activista medioambiental bashkir Fail Alsynov, que posteriormente fue condenado a cuatro años de prisión. Esto dio lugar a manifestaciones en la ciudad de Baymak, donde se reunieron al menos mil manifestantes bashkires. Las protestas resultaron en enfrentamientos con la policía antidisturbios, que en respuesta lanzó gases lacrimógenos y porras contra los manifestantes. Las protestas se extendieron a la capital regional, Ufá, el 19 de enero, donde 10 personas fueron arrestadas en respuesta.
Debido a las crecientes protestas en Bashkortostán, se informó que el servicio de mensajería WhatsApp fue bloqueado en toda Rusia, ya que los mensajes enviados por usuarios de las principales ciudades como Moscú, Kazán, Nizhny Novgorod y San Petersburgo no se entregaron. La mayoría de los mensajes fallidos procedían de la ciudad de Ufa, que se estima que comprende el 22% de todos los mensajes del país, según los datos proporcionados por el servicio Downdetector.

## Antecedentes
En abril de 2023, el activista medioambiental bashkir Fail Alsynov participó en protestas en la aldea de Ishmurzino en el distrito de Baymaksky, Bashkortostán, contra los trabajos de exploración geológica en la zona de la aldea dentro de la cordillera de Irendik.
Después del discurso público de Alsynov ante los residentes de Ishmurzino en octubre de 2023, Radiy Khabirov, el jefe de la República de Bashkortostán, emitió una declaración personal contra Alsynov. Khabirov, en el que acusó a Alsynov de hablar públicamente durante la reunión de ciudadanos cerca de la casa rural de cultura en un discurso de contenido
negativo en relación con las etnias de nacionalidad armenia, caucásica y de Asia Central durante la manifestación de abril de 2023 organizada en defensa de las tierras de los Bashkir Trans-Urales de la minería. La manifestación se organizó para impedir la extracción de recursos, ya que las empresas y sus organizadores que anteriormente extraían recursos recibieron una reacción negativa de los residentes locales, ya que se los consideraba afiliados al gobierno bashkir.
A principios de 2024, la fiscalía condenó a Alsynov a cuatro años de prisión por "incitar al odio por motivos étnicos". Mientras se llevaban a cabo las audiencias judiciales a puertas cerradas, se llevaron a cabo manifestaciones en defensa de miles de partidarios de Alsynov.

## Protestas
El 15 de enero de 2024 se celebró una tercera audiencia en la localidad de Baymak, durante la cual se fijó el anuncio del veredicto para el 17 de enero. Según diversas estimaciones, entre 1.000 y 5.000 personas asistieron al proceso del juicio para apoyar a Alsynov.
El 16 de enero de 2024, Alsynov fue incluido en la "lista de extremistas".

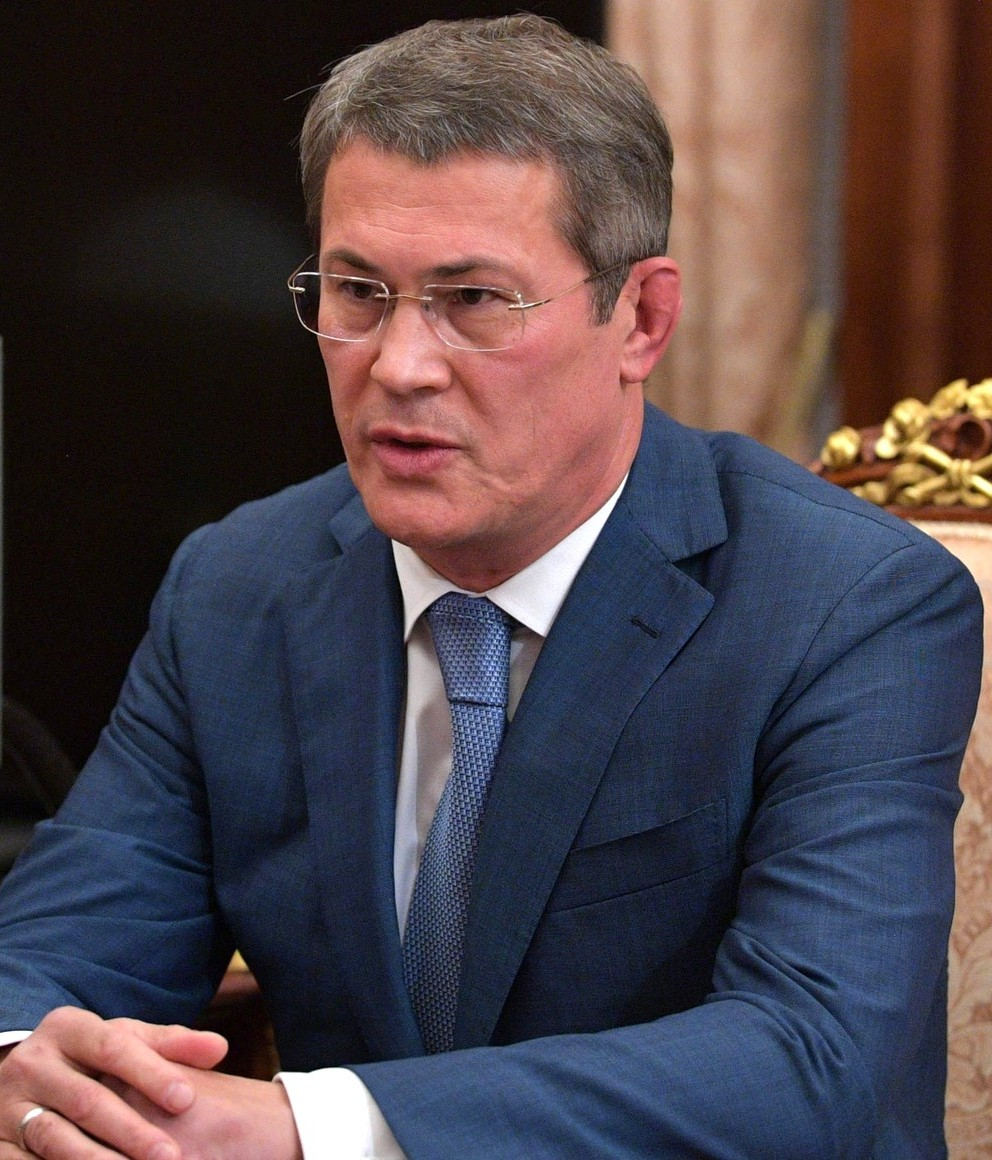
Khabirov jefe de la república rusa de Baskortostán.

El 17 de enero de 2024, el Tribunal de Distrito de Baymaksky de Bashkortostán declaró culpable a Alsynov y lo condenó a cuatro años de prisión, lo que provocó violentas escaramuzas fuera del tribunal. También se produjeron enfrentamientos con las fuerzas de seguridad durante varios días, y varios participantes y simpatizantes de la protesta fueron detenidos.  Según estimaciones de los manifestantes, el número de manifestantes llegó a unos 10.000 en la ciudad relativamente poblada de Baymak, que consta de 17.700 residentes.
El 19 de enero de 2024 tuvo lugar una manifestación no autorizada en la plaza Salavat Yulayev de Ufa, la capital bashkir, y la Guardia Nacional de Rusia y la policía antidisturbios OMON se desplegaron contra una multitud de unas 2.000 personas. La acción de protesta se expresó inusualmente en una forma de danza folclórica con gente bailando en círculos y cantando canciones en idioma bashkir. Este último grupo, que portaba carteles que decían "Kara Halyk" ("Persona común"), fue detenido al comienzo de la manifestación y metido a la fuerza en autobuses de la policía. Según informes, los participantes en la manifestación también intentaron, sin éxito, impedir la salida del autobús policial que transportaba a los detenidos bloqueando la carretera. En total, 10 personas fueron detenidas.
Más de un millar de personas volvieron a protestar en Ufá, capital de la república rusa de Bashkiria, al sur de los Urales, contra la condena a cuatro años de cárcel de un activista independentista, en el marco de las manifestaciones que comenzaron a comienzos de esta semana.

## Reacciones
Las autoridades de la región rusa de Baskortostán, han vinculado a las protestas registradas durante la última jornada por la condena a cuatro años de prisión impuesta a un activista local a "traidores" que apoyan la "división" de Rusia. El gobernador de la república, Radii Jabirov, ha indicado que "no se ha explicado debidamente a la población quién es Fail Alsinov, por el que están protestando en Baimak".